# Необыкновенный матч
«Необыкновенный матч» — советский рисованный мультфильм, который создали в 1955 году режиссёры Мстислав Пащенко
и Борис Дёжкин. Фильм пользовался огромным успехом у зрителей и произвёл большое впечатление на профессионалов-мультипликаторов.
Первый мультфильм о спортивных соревнованиях между командами деревянных и мягких игрушек, второй мультфильм называется «Старые знакомые».
Музыка из мультфильма была использована в дальнейшем в балете «Чиполлино»

## Сюжет
В один из магазинов игрушек поступают бракованные деревянные футболисты, на коробке с которыми написано «Первый сорт». О приезде футболистов узнают куклы из секции мягких игрушек (СМИ) и посылают игрокам вызов. Много возомнившие о себе игроки во главе с Чубиком Зазнайкой принимают вызов и грозятся «разделать под орех» мягких игрушек.
Первый тайм матча прошёл со счетом 2:0 в пользу деревянных футболистов. Однако в следующем тайме секция мягких игрушек сменила тактику и это привело к перелому в игре. Из-за этого деревянные футболисты решают начать играть нечестно: ведут себя неспортивно — грубо, подло и некультурно, и даже похищают вратаря из его же собственных ворот. Но это им тоже не помогает выиграть. В итоге матч закончился победой секции мягких игрушек со счётом 4:2.

## Создатели фильма
| сценарий                   | Мстислав Пащенко |
| режиссёры                  | Мстислав Пащенко, Борис Дёжкин |
| композитор                 | Карэн Хачатурян |
| текст песен                | Михаила Вольпина |
| художники-постановщики     | Валентина Василенко, Пётр Репкин |
| художник                   | Анатолий Савченко |
| оператор                   | Михаил Друян |
| ассистент оператора        | Екатерина Ризо |
| звукооператор              | Николай Прилуцкий |
| технический ассистент      | Вера Шилина |
| художники-мультипликаторы: | Борис Дёжкин, Дмитрий Белов, Фёдор Хитрук, Владимир Пекарь, Роман Качанов, Борис Степанцев, Фаина Епифанова, Надежда Привалова, Мстислав Купрач, Вячеслав Котёночкин, Борис Чани |
| художники-декораторы:      | Ирина Светлица, Пётр Коробаев, Вера Роджеро, Константин Малышев, Ирина Прокофьева |
| монтажёр                   | Лидия Кякшт |
| роли озвучивали:           | Борис Андреев — Чубик-зазнайка, Юлия Юльская — Зайчонок / зебра-детёныш / лисёнок-болельщик, Юрий Хржановский — Медвежонок-ведущий / обезьянка / деревянный вратарь / болельщики / лисёнок-фоторепортёр / медвежонок-болельщик / щенок (лай), Виктория Иванова — кукла Люся, Маргарита Корабельникова — Белочка / Вовка / болельщица |

## Награды
- 1955 — Первая премия за лучший мультипликационный фильм года на VII Венецианском кинофестивале с формулировкой: «За интересную карикатурную форму показа современного зазнайства в футбольном мире»[3][4].
- 1956 — Серебряная медаль на I Международном кинофестивале в Дамаске[5].
- 1957 — Диплом на Первом британском кинофестивале в Лондоне (Фестиваль фестивалей).
- 1957 — Третья Бронзовая медаль на Киноконкурсе VI Международного Фестиваля молодежи и студентов в Москве.
- 1957 — Почетный диплом на Международном кинофестивале в Польше.